# Amalia Romero Benítez
Amalia Romero Benítez (Benalup-Casas Viejas, Província de Cadis, 1968) és una política espanyola del Partit Socialista Obrer Espanyol, alcaldessa del seu poble des del 2011 al 2019.

## Biografia
Casada i mare de dos fills, és membre del Partit Socialista Obrer Espanyol, d'on forma part de la corporació municipal des de 1994, ocupant el càrrec de Responsabilitats en Àrees d'Hisenda i Presidència. del seu poble natal.

### Eleccions municipals
A les municipals de 2011, el Partit Socialista Obrer Espanyol va ser el guanyador de les eleccions, obtenint 6 regidors, mentre que el Partit popular va aconseguir 4, i altres com Andalusia per Sí i Esquerra Unida també van tenir representació, arribant a ser alcaldessa de Benalup.
A les municipals de 2015 torna a guanyar el Partit Socialista Obrer Espanyol, obtenint de nou 6 regidors, amb 41% dels vots, mentre que el Partit Popular, va aconseguir 4, amb 25% dels vots obtinguts. Sent reelegida a l'alcaldia de Benalup-Cases Velles de nou.
A les municipals de 2019, el Partit Socialista Obrer Espanyol va tornar a guanyar les eleccions, obtenint 6 regidors, mentre que el Partit Popular va aconseguir 4, renunciant Amalia Romero a l'alcaldia, arribant Antonio Cepero a l'alcaldia del seu poble natal.